# Lijst van schilderijen van Clara Peeters
Deze lijst bevat een aantal van de schilderijen van Clara Peeters. De meeste van haar werken zijn stillevens, maar er staat ook een zelfportret op haar naam.
| Afbeelding | Titel                                                                                              | Datering            | Formaat           | ID           | Eigendom, tentoonstelling                       | Locatie              |
| ---------- | -------------------------------------------------------------------------------------------------- | ------------------- | ----------------- | ------------ | ----------------------------------------------- | -------------------- |
|            | Stilleven met suikergoed, rozemarijn, wijn, juwelen en brandende kaars                             | 1607                | 23,7 cm × 36,7 cm |              | Privécollectie                                  |                      |
|            | Pronkstilleven met bloemen en lekkernijen                                                          | 1611                | 52 × 73 cm        |              | Prado                                           | Madrid               |
|            | Stilleven met tazza, steengoed kan, zoutpot en lekkernijen                                         | 1611                | 55 × 73 cm        |              | Prado                                           | Madrid               |
|            | Visstilleven met kandelaar                                                                         | 1611                | 50 × 72 cm        |              | Prado                                           | Madrid               |
|            | Jachtstilleven met gevogelte                                                                       | 1611                | 51 × 71 cm        |              | Prado                                           | Madrid               |
|            | Stilleven met Siegburg-kan met bloemen en pronkbekers                                              | 1612                | 59,2 × 49 cm      | 2222         | Staatliche Kunsthalle Karlsruhe                 | Karlsruhe            |
|            | Stilleven met vruchten en bloemen                                                                  | 1613                | 64 × 89 cm        | LO 137.2     | Ashmolean Museum                                | Oxford               |
|            | Stilleven van tazza met druiven, mand met vruchten, tinnen bord met rivierkreeften en een eekhoorn | 1613                | 34,1 × 46,8 cm    |              | Privécollectie                                  |                      |
|            | Stilleven met kazen, artisjok en kersen                                                            | 1615                | 33,3 × 46,7 cm    | M.2003.108.8 | Los Angeles County Museum of Art                | Los Angeles          |
|            | Stilleven met vis                                                                                  | voor 1620           | 35 x 48 x 0,4 cm  |              | Koninklijk Museum voor Schone Kunsten Antwerpen | Antwerpen            |
|            | Stilleven met rivierkreeften en een artisjok                                                       | 1615                | 33 × 46 cm        |              | Privécollectie                                  |                      |
|            | Visstilleven met oesters, rivierkreeften en een kat                                                | 1615                | 34 × 48 cm        |              | Privécollectie                                  |                      |
|            | Stilleven met kazen, amandelen en krakelingen (Stilleven met kazen, brood en drinkgerei)           | 1615                | 34,5 × 49 cm      |              | Mauritshuis                                     | Den Haag             |
|            | Stilleven met vissen, zeevruchten en bloemen                                                       | ca. 1612 - ca. 1615 | 25 × 35 cm        | SK-A-2111    | Rijksmuseum Amsterdam                           | Amsterdam            |
|            | Mogelijk zelfportret van Clara Peeters, aan een tafel met kostbaarheden                            | 1618                | 37,2 × 50,2 cm    |              | Privécollectie                                  |                      |
|            | Visstilleven met kat                                                                               | 1620                | 34,3 × 47 cm      |              | National Museum of Women in the Arts            | Washington D.C.      |
|            | Gedekte tafel                                                                                      | 1630                | 71 × 109 cm       | 99.308       | Museum of Fine Arts, Houston                    | Houston              |
|            | Stilleven met schaaldieren en eieren                                                               | 1630                | 56,8 × 103,5 cm   | TWCMS:B4244  | Shipley Art Gallery                             | Gateshead (Engeland) |